# This Is Boston, Not L.A.
This Is Boston, Not L.A. ist eine Kompilation amerikanischer Hardcore-Bands aus dem Jahr 1982.

## Entstehungsgeschichte
Modern Methods war ein Schallplattengeschäft in Boston. Das Geschäft trat auch als Label auf und hatte seit 1980 bereits zehn Singles und EPs sowie zwei Sampler mit Bands der Genres Alternative, New Wave, Punk und Hardcore produziert. Mit This Is Boston, Not L.A. stellte Modern Methods eine Kompilation mit Titeln von sieben Punk- und Hardcorebands aus Boston vor, die dort in den späten 1970er- und frühen 1980er-Jahren aktiv waren: Jerry’s Kids, Gang Green, The F.U.’s, The Freeze, The Proletariat, Decadence und The Groinoids. Die Schallplatte enthält 30 Musikstücke. Die Mehrzahl der Stücke ist nicht länger als 90 Sekunden. Neben sehr schnellen Hardcore-Stücken befindet sich mit The Proletariat eine eher dem britischen 1977er-Punk-Rock entsprechende Band auf dem Album.
Die erste vom Label bezüglich der Teilnahme am Sampler angefragte Band war SS Decontrol, die aber ablehnten. Als „Nachrücker“ kamen die kurz zuvor gegründeten F.U.’s zum Zuge. Bis auf The Freeze konnte keine der noch jungen Bands veröffentlichte Tonträger vorweisen. Die meisten Songs stammen von der Band The Freeze, deren Songtitel This Is Boston, Not L.A. zugleich auch den Namen des Albums stellte. In Interviews beschwert sich die Band, von Taang!, dem Label des Rereleases, nie Zahlungen erhalten zu haben. Der Titel ist laut Aussage von Sänger Clif Hangar kein Angriff auf die Szene in Los Angeles, sondern eher als Versuch zu sehen, eine eigene Identität für die Punk-Szene in Boston herauszuarbeiten und etwas Neues zu erschaffen.
Produziert wurden die Lieder 7–9 und 11–14 von Jimmy Dufour, die restlichen Lieder von Michel Bastarache.
Kurz nach der Veröffentlichung der Kompilation erschien die EP Unsafe at any Speed, die insgesamt sechs Songs enthielt, die als Fortsetzung der Kompilation zu sehen sind. Die EP enthält weitere Songs von Gang Green, The Groinoids, The Proletariat, Jerry’s Kids, The F.U.’s und The Freeze. Auf den diversen Neuveröffentlichungen des Albums wurden die Stücke als Bonus eingefügt. Die remasterte Version wurde 1995 veröffentlicht.

## Rezeption und Bedeutung
Der Sampler, dem im Januar 1982 Flex Your Head aus Washington, D.C. vorausgegangen war, machte die Hardcoremusik der amerikanischen Ostküste auch in Europa bekannter. Im Gegensatz zu der eher im klassischen Punk-Rock verwurzelten D.C.-Szene setzten die Bostoner Bands vor allem auf Brutalität und Geschwindigkeit. Trotz des Titels basierte die musikalische Ausrichtung der meisten Boston-Bands auf ihren L.A.-Vorgängern Black Flag und Circle Jerks. Der Sampler wurde dafür kritisiert, durch „nicht zur Szene gehörende Geschäftsmänner“ herausgebracht worden zu sein, etwa von der Band SS Decontrol in The Kids Will Have Their Say. Die Subkultur befürchtete eine Veränderung der Szene, für die die Kontrolle von innen und nicht von außen wesentlicher Bestandteil der DIY-Kultur war.
Der Film American Hardcore von 2006 greift auf drei Stücke der Platte zurück. MTV verwendete das Decadence-Lied Slam für einen Werbespot. Auf den Titel wird recht häufig angespielt, u. a. haben NOFX eine Referenz in ihr Lied We Got Two Jealous Agains eingearbeitet.

## Stücke
1. Jerry’s Kids – Straight Jacket
2. Jerry's Kids – Uncontrollable
3. Jerry's Kids – Wired
4. Jerry's Kids – Desperate
5. Jerry's Kids – Pressure
6. Jerry's Kids – I Don't Wanna
7. The Proletariat – Options
8. The Proletariat – Religion Is the Opium of the Masses
9. The Proletariat – Allegiance
10. The Groinoids – Angel
11. The F.U.’s – Preskool Dropoust
12. The F.U.’s – Radio Unix USA
13. The F.U.’s – Green Beret
14. The F.U.’s – Time Is Money
15. Gang Green – Snob
16. Gang Green – Lie Lie
17. Gang Green – I Don't Know
18. Gang Green – Rabies
19. Gang Green – Narrow Mind
20. Gang Green – Kill a Commie
21. Gang Green – Have Fun
22. Decadence – Slam
23. The Freeze – Broken Bones
24. The Freeze – Idiots at Happy Hour
25. The Freeze – Now or Never
26. The Freeze – Sacrifice Not Suicide
27. The Freeze – It's Only Alcohol
28. The Freeze – Trouble If You Hide
29. The Freeze – Time Bomb
30. The Freeze – This Is Boston, Not L.A.
Zusätzliche Stücke auf der CD-Version:
31. Gang Green – Selfish
32. The Groinoids – Empty Skull
33. The Proletariat – Voodoo Economics
34. Jerry's Kids – Machine Gun
35. The F.U.'s – Ceta Sucks
36. The Freeze – Refrigerator Heaven

Die Auslaufrille der Schallplatte enthielt den Refrain „Fuck L.A.“.